# Maróthy család
A marótegyházi Maróthy család Szatmár vármegyei nemes család, mely már 1340-ben I. Lajos király oklevelében is megemlítik.
A család Nyitra vármegyéből származik, azonban onnan 1655-ben Maróthy Ferenc által Szatmár vármegyébe is átterjedt, ő ugyanis Rozsályi Kún Istvánnak, a rozsályi vár urának örökbefogadott leányát, Rozsályi Kún Annát vette nőül.
A család ezen kívül birtokos volt a szatmári Gacsály, Nagyhódos, Császló, Vámosoroszi, Nagypalád és Zajta községekben is, Nyitra vármegyében Marót, Kisbáb, Nagybáb és Felsőzsember, Máramarosban Sziget, Taracköz, Dombó és Brusztura, Beregben Bene, Zemplénben pedig Zsujta községekben volt birtokuk.

## A család ismert tagjai
- Maróti János (macsói bán) vagy (Maróthi János) vagy (Maróthy János) (1366 körül - 1434) macsói bán.
- Maróthy Ferencz (meghalt: 1724-ben)
- Maróthy Mihály Maróthy Ferencz fia - ki leányágon örökölte a rozsályi várat tartozékaival együtt - Szatmár vármegye szolgabírája volt, és két alkalommal alispán jelölt is (meghalt: 1720-ban).
- Maróthy Sándor: II. Rákóczi Ferenc kedvelt híve volt, Máramaros vármegye alispánja, 1749-ben országgyűlési követ.
- Maróthy Antal: 1848-49-ben statáriális bíró. Fogságba került, és három évet töltött Josefstadtban.
- Maróthy János: 1848-49-ben Bem tábornok alatt a Vilmos huszároknál harcolt és vitézi érdemrendet nyert. Az 1848–49-es forradalom és szabadságharc befejeztekor őrnagy volt, és sokáig üldözték. A forradalom után 1861-től 6 éven át országgyűlési képviselő volt, és 1883-ban a honvédmenház parancsnoka lett cz.ezredes rangban.
- Maróthy Sándor (II. Sándor): A XX. század elején földbirtokos volt Gacsály községben.
- Maróthy Kálmán (1876-1945): (Maróthy János fia) Ludovikát végzett. Mérnökkari ezredes, építész, szobrász. Munkái: budapesti Fülészeti Klinika, Bajcsy-Zsilinszky Kórház, zólyomi Politechnikum főkapuja, Jósa András Múzeum épülete, több budapesti építészeti pályázat nyertese. Felesége Sipeky Balás Emma. Gyermekei Pál, Marót, Mária.
- Maróthy Margit (1873-1955) színésznő, Kálmán testvére a Nemzeti Színház örökös tagja, a Farkas-Ratkó gyűrűt 1896-ban kapta meg. Később Gömöry Olivér felesége indiai utazásai után a Bhagavad-gíta első magyar fordítója.

## Címer
Kékben, zöld alapból emelkedő és öt zöldleveles rózsaággal viruló fatörzs, mely köré fejjel lefelé kígyó tekerődzik. Sisakdísz: Nyílt fekete sasszárny között zöldleveles rózsaág, három vörös rózsával. Takarók: kékarany, vörösezüst.
A III. Ferdinánd által Francisco Marothi de marothnak kibocsátott 1655-ös címereslevélen: vörös alapon öt zöldleveles feketerózsa-ággal viruló fatörzs, amelyre fejjel felfelé zöld kígyó tekeredik. Sisakdísz és takarók a fentiekkel megegyezőek. Más változatokban is ismert feltehetően számos címertörésen is átesett. Az eredeti címeren a fatörzs fa volt, mely a rozsályi ág kihalta után eltört fatörzzsé változott, az 1655-ben kiadott címeres levél ezt a változatot mutatja.

## Az eddig ismert családfa
Mihály
- A1 Lothard
  - B1 Endre Németi, horvát bán, (+1289/1292)
    - C1 Martonos (1292-1338); 1. neje: ismeretlen, 2. neje: Klára ?
      - D1 Mihály(1. házasságból)
      - D2 Miklós (1. házasságból)
      - D3 Erzsébet (1. házasságból), férje: Lackfi András

  - B2 Dénes
    - C1 András
    - C2 Dezső
    - C3 Lothard

  - B3 Lothard (1289-1301)
- A2 Martonos
  - B1 Tamás
- A3 Mihály (*1263)
  - B1 István Maróti (1275-1298)
    - C1 Mihály (1319-1339)
      - D1 Miklós
        - E1 István

      - D2 Mihály
      - D3 János Bujáki 
        - E1 László (1396-1418), neje: Ugali Ilona
          - F1 Miklós
            - G1 István

          - F2 Frank, neje: Apollina?
          - F3 Zsigmond (1424-1439)
          - F4 János

    - C2 Kelemen
    - C3 István (1323-1364), neje: Ibrányi ?
      - D1 István (+1397/1398)
        - E1 István
          - F1 Zsuzsanna
          - F2 János (1418-1450)
          - F3 Miklós (1418-1450)

    - C4 Miklós
    - C5 János
      - D1 János Macsói bán (+1434/1437), neje: (1408) Kusaly Jakcs Orsolya
        - E1 László Macsói bán (1412 - 1447); 1. neje: Schaunberg Erzsébet, 2. neje: Borbála?
          - F1 Lajos, neje:  Újlaki Katalin
            - G1 Magdolna (1465-1500), férje: (1487-1490) Gáthy Ország László

          - F2 Máté (Mátyus) Macsói bán (+1476); neje: horogszegi Szilágyi Margit[1]

        - E2  Anna, 1. férje: Kórógyi János; 2. férje: Csáki Ferenc

      - D2 Ilona, férje: Iregdy Patócsi Miklós

## Kastélyaik

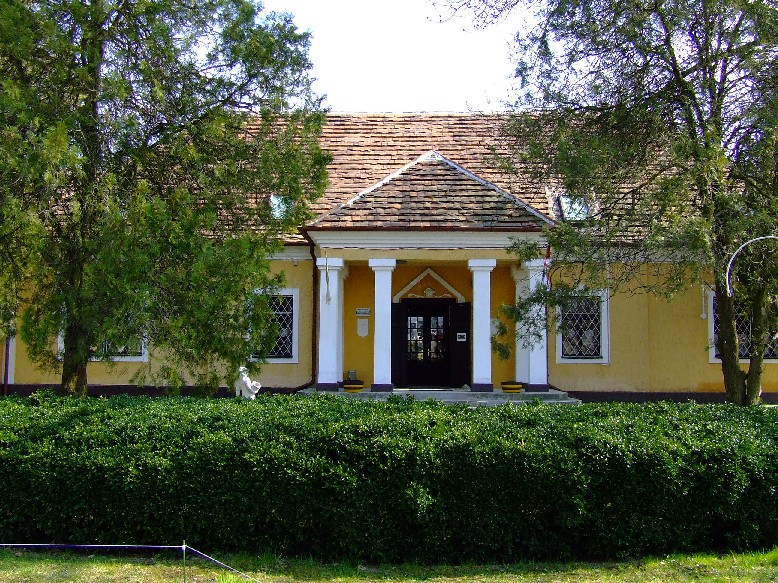
a zsédenyi Maróthy-kastély

- Maróthy-kastély (Káld)
- Maróthy kastély-kúria (Zsédeny)